# Eleições parlamentares europeias de 2009 (Espanha)
As eleições parlamentares europeias de 2009 na Espanha foram realizadas em 7 de junho.

## Resultados e participação
O conservador Partido Popular (PP), o principal partido da oposição, venceu com 42,03% dos votos, contra o partido do governo, o Partido Socialista (PSOE), que obteve 38,66%. Com isso, o PP obtém 23 lugares na câmara europeia, enquanto que o PSOE fica com 21 deputados. A Coligação pela Europa, que engloba os partidos nacionalistas de centro-direita, e a coligação de Esquerda IU-ICV, elegeram representantes para duas cadeiras cada. A União, Progresso e Democracia (UPyD) terá um deputado no Parlamento Europeu, assim como a coligação Europa dos Povos-Verdes, formada por nacionalistas de esquerda. O índice de participação foi de 45,81%, muito similar ao do pleito de 2004 e a média no conjunto dos países do bloco.

## Resultados Nacionais
| Partido                 | Partido                              | Votos      | %               | +/-   | Deputados | +/-     |
| ----------------------- | ------------------------------------ | ---------- | --------------- | ----- | --------- | ------- |
|                         | Partido Popular                      | 6 670 377  | 42,12 / 100,00  | 0,91  | 24 / 54   | Estável |
|                         | Partido Socialista Operário Espanhol | 6 141 784  | 38,78 / 100,00  | 4,68  | 23 / 54   | 2       |
|                         | Coligação pela Europa                | 808 246    | 5,10 / 100,00   | 0,05  | 3 / 54    | 1       |
|                         | Esquerda Unida                       | 588 248    | 3,71 / 100,00   | 1,00  | 2 / 54    | Estável |
|                         | União, Progresso e Democracia        | 451 866    | 2,85 / 100,00   | Novo  | 1 / 54    | Novo    |
|                         | Europa dos Povos - Verdes            | 394 938    | 2,49 / 100,00   | 0,04  | 1 / 54    | Estável |
|                         | Iniciativa Internacionalista         | 178 121    | 1,12 / 100,00   | Novo  | 0 / 54    | Novo    |
|                         | Outros                               | 161 390    | 1,05 / 100,00   |       | 0 / 54    |         |
| Votos inválidos         | Votos inválidos                      | 319 851    | 2,01 / 100,00   | 0,42  |           |         |
| Total                   | Total                                | 15 935 147 | 100,00 / 100,00 |       | 54 / 54   |         |
| Eleitorado/Participação | Eleitorado/Participação              | 35 492 567 | 44,90 / 100,00  | 0,24  |           |         |
| Fonte                   | Fonte                                | [ 1 ]      | [ 1 ]           | [ 1 ] | [ 1 ]     | [ 1 ]   |